# ヘルタ・フレイ＝デクスラー
ヘルタ・フレイ＝デクスラー（ドイツ語: Hertha Frey-Dexler、1917年1月16日 - 1999年1月10日）は、オーストリア・ウィーン出身、スイスのフィギュアスケート選手（女子シングル）。1936年ガルミッシュ・パルテンキルヘンオリンピックスイス代表。

## 主な戦績
| 大会/年      | 1934-35 | 1935-36 |
| ------------ | ------- | ------- |
| オリンピック |         | 19      |
| 世界選手権   | 6       |         |
| 欧州選手権   | 11      |         |